# Prochondracanthus
Prochondracanthus is een geslacht van eenoogkreeftjes uit de familie van de Chondracanthidae. De wetenschappelijke naam van het geslacht is voor het eerst geldig gepubliceerd in 1939 door Yamaguti.

## Soorten
- Prochondracanthus haliichthydis Yamaguti, 1939
- Prochondracanthus platycephali Ho, 1975